# Janirella spongicola
Janirella spongicola är en kräftdjursart som beskrevs av Hansen 1916. Janirella spongicola ingår i släktet Janirella och familjen Janirellidae. Inga underarter finns listade i Catalogue of Life.